# Conella ledaluciae
Conella ledaluciae is een slakkensoort uit de familie van de Columbellidae. De wetenschappelijke naam van de soort is voor het eerst geldig gepubliceerd in 1981 door Rios & Tostes.